# تایلهایم
تایلهایم (به آلمانی: Theilheim) یک شهر در آلمان است که در Würzburg { وورزبورگ}واقع شده‌است.